# Mount Perren
Mount Perren är ett berg i Kanada.   Det ligger på gränsen mellan British Columbia och Alberta, i den västra delen av landet, 3 000 km väster om huvudstaden Ottawa. Toppen på Mount Perren är 3 051 meter över havet, eller 189 meter över den omgivande terrängen. Bredden vid basen är 0,79 km. Mount Perren ingår i Bow Range.
Terrängen runt Mount Perren är huvudsakligen bergig.Trakten runt Mount Perren är nära nog obefolkad, med mindre än två invånare per kvadratkilometer.. Närmaste större samhälle är Lake Louise, 14,0 km norr om Mount Perren. 
Trakten runt Mount Perren består i huvudsak av gräsmarker.